# 612

## Nașteri
- 3 mai: Constantin al III-lea (împărat)  (d. 641)

## Decese
- 24 februarie: Ethelbert de Kent  (n. 552)
- dată necunoscută: Gundoald de Asti  (n. 565)
- dată necunoscută: Secundus de Trento  (n. ?)